# Villamoronta (kommunhuvudort)
Villamoronta är en kommunhuvudort i Spanien.   Den ligger i provinsen Provincia de Palencia och regionen Kastilien och Leon, i den norra delen av landet, 240 km norr om huvudstaden Madrid. Villamoronta ligger 857 meter över havet och antalet invånare är 313.
Terrängen runt Villamoronta är platt. Runt Villamoronta är det ganska glesbefolkat, med 25 invånare per kvadratkilometer. Närmaste större samhälle är Carrión de los Condes, 10,6 km sydost om Villamoronta. Trakten runt Villamoronta består till största delen av jordbruksmark.